# Sef
Yousef Gnaoui (Amstelveen, 22 juni 1984), artiestennaam Sef, is een Marokkaans-Nederlandse popartiest en rapper. Hij werd bekend met de nummers Stuk met The Partysquad, Dio en Sjaak en Me Nikes met The Opposites. Hij was lid van de rapgroep Flinke Namen en samen met Abel vormt hij het duo IJsland.

## Biografie
Gnaoui is de zoon van acteur en poppenspeler Hassan Gnaoui.

### 2004-2007: begin Flinke Namen
Gnaoui richtte in 2004 samen met zijn buurjongen (The Flexican) de groep Flinke Namen op. Hij kende eveneens rapper Fit, die ook lid van de groep werd. De groep stond op een paar verzamelalbums. In 2005 kwam rapper Murth bij de groep. De groep deed mee aan de Grolsch Grote Prijs maar won niet. Sef stond met zijn nummer Leila op het verzamelalbum KINGS. In 2006 stond Sef samen met Fit op het album RauwDauw van The Opposites met het nummer Lovely. Hij nam met The Opposites ook het nummer Me Nikes op, dat een hit werd en op het album Begin twintig verscheen.

### 2008-2009: Hits en Top Notch
In 2008 maakte Sef de hits Stuk (met The Partysquad, Sjaak en Dio) en Tijdmachine (met Dio). Hij maakte met de Flinke Namen, Dio en The Opposites de mixtape Op Volle Toeren. Hij werd ook genomineerd voor de State Awards in de categorie Rookie of the Year, die hij ook won. Hij stond ook op de albums Rock & Roll van Dio en op Hinderlijk van Negativ.
Eind 2008 tekende hij met Flinke Namen bij het Label Top Notch. Begin 2009 maakte Sef de hit Licht van de laser (met The Partysquad, Sjaak en Dio) en later de single Aye (met Dio). In 2009 kwam het debuutalbum van Flinke Namen uit, genaamd Superstuntwerk. De eerste single van het album was Als zij langs loopt. Sef maakte de track De liefde met Jayh, voor diens debuutalbum; Jayh.nl.

### 2010-2011: De leven
Op 25 november 2011 kwam De leven uit, het eerste album van Sef. De leven bevat producties van onder meer Reverse, Big2, Benny Sings, Soulsearchin’, SirOJ, FS Green, Bart B More en DJ Snelle Jelle. Behalve Sef zijn ook Willie Wartaal, MC Fit, Dio, Adje, Hans de Booij en Faberyayo op het album te horen. Op 2 december 2011 kwam het album binnen op nummer 96 in de Album Top 100. Single De leven werd een bescheiden hit en werd in 2023 gecoverd door Kevin en S10.
In samenwerking met Spacekees en Pepijn Lanen bracht Sef bovendien onder de naam SLBMG (SkiLeraarBruin Money Gang) de mixtape Ski or Die uit.

### 2015-2017:Wakker,In kleur,Meer kleurenenExcusez moi
Bijna vier jaar na de verschijning van zijn debuutalbum De leven bracht Sef op 9 oktober 2015 de opvolger In kleur uit. In kleur is het vervolg van de ep Wakker, die Sef op 15 mei 2015 uitbracht. Via deze ep kwamen de singles Wakker en Ze zeggen uit en vanaf 9 oktober was dus ook de rest van het album te beluisteren. In Kleur bevat 14 tracks en gastbijdragen van Willie Wartaal, Faberyayo, Dio, Willem de Bruin, Vieze Fur en Jayh. In kleur werd een jaar later opgevolgd met het album Meer kleuren. Excusez moi werd een jaar later uitgebracht.

### 2020:El Salvador
Op 27 maart, 2020 bracht Sef zijn vijfde album uit El Salvador. El Salvador heeft zestien tracks met een paar gastbijdragen van Gerson Main en het nummer van het album El Salvador samen met Willem. Dit album is uitgekomen in de eerste weken van de coronapandemie die voor velen on repeat stond om de sleur te doorbreken. Sef heeft een online live-optreden gestreamd in een lege Paradiso. Met een versoepeling van de maatregelen, heeft Sef meerdere optredens gegeven samen met het El Salvador Ensemble. Van het album verschenen de tracks Oceaan, Hart van een kind en Niks missen op single.

### 2023-heden:Ik zou voor veel kunnen sterven maar niet voor een vlagenIJsland
Ik zou voor veel kunnen sterven maar niet voor een vlag is het vijfde studio-album van Sef. Het gaat over systemen als kapitalisme en nationalisme en tegelijkertijd bestudeert en bekritiseert het de huidige samenleving. Het album bevat zeventien tracks. Het album won een Edison voor album van het jaar en werd tevens bij 3voor12 uitgeroepen tot het beste Nederlandse album van het jaar. Een jaar later ging Sef door met maatschappelijke thema's en vormde met Abel het hiphopduo IJsland. Samen brachten ze het album IJsland uit. In januari 2025 bracht Sef de single Voor alles bang uit.

## Ode aan de Ringdijk

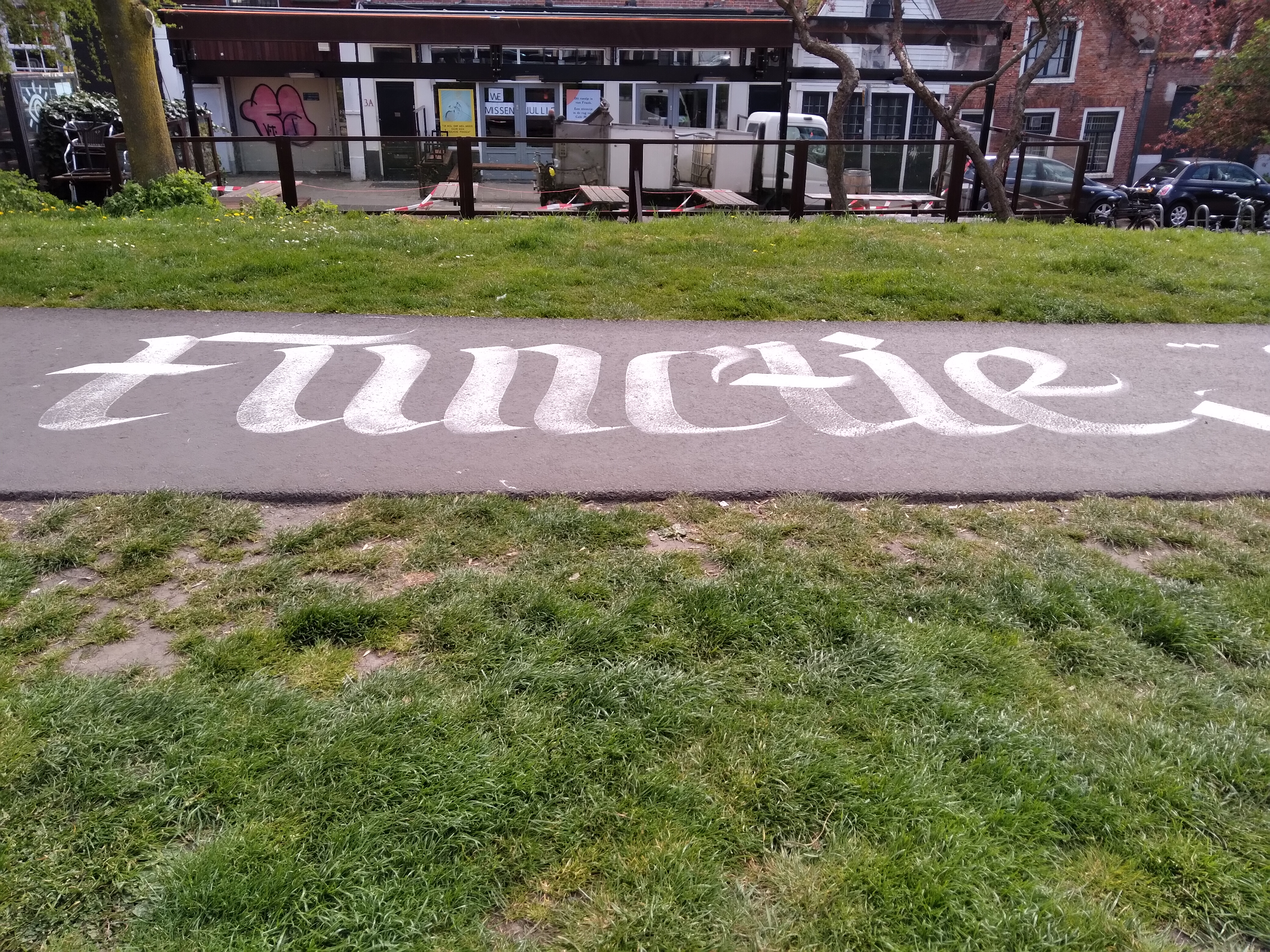
"Functie" uit de ode (april 2021)

Sef werd naar aanleiding van de oplevering van de stabilisering van de Ringdijk Watergraafsmeer (zuidoever Ringvaart Watergraafsmeer) door het Waterschap Amstel, Gooi en Vecht gevraagd te komen met een tekst die het belang van die ringdijk onderstreepte. De tekst van het gedicht luidt/luidde:
"Een ambtenaar in functie. Haar titel waardig. Wie houdt een indringer tegen als het nodig is. Door haar strenge deurbeleid kan het Oosten slapen. En weten allebei mijn voeten goed wat droogte is.
Heldhaftig, barmhartig en vastberaden. Bewoners, wandelaars, gasten van La Vallade. Waakt over ons allemaal, dus wij doen alles met haar samen. Een dijk om door een ringetje te halen."
Het vijfhonderd meter lange gedicht werd in de nacht van 20 op 21 april 2021 door straatkunstenaar Daan Wille op het voetpad, liggend op de dijk, geschilderd, beginnend bij de Oetewalerbrug richting west. Het is de bedoeling dat het gedicht in de dagen na plaatsing zal verdwijnen; er is gebruik gemaakt van milieuvriendelijke verf, die oplost in neerslag en slijt door de voetgangers. In april 2022 is niets meer van de Ode te zien.

## Prijzen en nominaties

### Prijzenkast
| Jaar | Prijs             | Categorie          | Muziek                                                  |     |
| ---- | ----------------- | ------------------ | ------------------------------------------------------- | --- |
| 2008 | State Awards 2008 | Rookie of the Year |                                                         | Win |
| 2011 | State Awards 2011 | Beste Single       | De leven                                                | Win |
| 2011 | State Awards 2011 | Beste Clip         | De leven                                                | Nom |
| 2011 | State Awards 2011 | Beste Mixtape      | De leven                                                | Nom |
| 2011 | 3VOOR12 Award     | Beste Single       | De leven                                                | #85 |
| 2023 | 3VOOR12 Award     | Beste Album        | Ik zou voor veel kunnen sterven maar niet voor een vlag | Win |
| 2024 | Edison Pop        | Album              | Ik zou voor veel kunnen sterven maar niet voor een vlag | Win |

## Discografie

### Albums met een notering in een hitlijst
| Album                                                   | Verschijnen     | Label     | Hitlijsten | Hitlijsten | Hitlijsten | Hitlijsten | Opmerkingen |
| Album                                                   | Verschijnen     | Label     | BE (VL)    | BE (VL)    | NL         | NL         | Opmerkingen |
| Album                                                   | Verschijnen     | Label     | Piek       | Weken      | Piek       | Weken      | Opmerkingen |
| ------------------------------------------------------- | --------------- | --------- | ---------- | ---------- | ---------- | ---------- | ----------- |
| De leven                                                | 2 december 2011 | Top Notch | —          | —          | 55         | 4          | Studioalbum |
| In kleur                                                | 9 oktober 2015  | Top Notch | —          | —          | 27         | 3          | Studioalbum |
| Meer kleuren                                            | 29 april 2016   | Top Notch | —          | —          | 98         | 1          | Studioalbum |
| Excusez moi                                             | 24 maart 2017   | Top Notch | —          | —          | 58         | 2          | Studioalbum |
| El Salvador                                             | 27 maart 2020   | Top Notch | —          | —          | 87         | 1          | Studioalbum |
| Ik zou voor veel kunnen sterven maar niet voor een vlag | 2023            | Top Notch | —          | —          | 45         | 1          | Studioalbum |

### Nummers met noteringen in een hitlijst
| Lied                                                  | Verschijnen      | Album                                                    | Hitlijsten | Hitlijsten | Hitlijsten  | Hitlijsten  | Hitlijsten   | Hitlijsten   | Opmerkingen                            |
| Lied                                                  | Verschijnen      | Album                                                    | BE (VL)    | BE (VL)    | NL (Top 40) | NL (Top 40) | NL (Top 100) | NL (Top 100) | Opmerkingen                            |
| Lied                                                  | Verschijnen      | Album                                                    | Piek       | Weken      | Piek        | Weken       | Piek         | Weken        | Opmerkingen                            |
| ----------------------------------------------------- | ---------------- | -------------------------------------------------------- | ---------- | ---------- | ----------- | ----------- | ------------ | ------------ | -------------------------------------- |
| Stuk (met The Partysquad, Dio, Sjaak en Reverse)      | 25 januari 2008  | —                                                        | —          | —          | 6           | 9           | 11           | 12           |                                        |
| Me nikes (met The Opposites)                          | 15 februari 2008 | Begin twintig (van The Opposites)                        | —          | —          | —           | —           | 76           | 8            |                                        |
| Tijdmachine (met Dio)                                 | 9 januari 2009   | Rock & roll (van Dio)                                    | —          | —          | 12          | 12          | 6            | 15           | Platina in Nederland                   |
| Licht van de laser (met The Partysquad, Dio en Sjaak) | 16 januari 2009  | Rock & roll (van Dio)                                    | —          | —          | 28          | 5           | 11           | 9            |                                        |
| Aye (met Dio)                                         | 3 april 2009     | Rock & roll (van Dio)                                    | —          | —          | 26          | 5           | 26           | 8            | 3FM Megahit                            |
| Broodje Bakpao (met The Opposites en Gers Pardoel)    | 14 december 2009 | New Kids Turbo, Succes / Ik ben Twan (van The Opposites) | 3          | 13         | 2           | 11          | 1 (2 wkn)    | 13           |                                        |
| Crazy zin in (met The Opposites)                      | 3 april 2009     | Succes / Ik ben Twan (van The Opposites)                 | tip29      | —          | tip10       | —           | —            | —            |                                        |
| De leven                                              | 9 mei 2011       | De leven                                                 | —          | —          | —           | —           | 65           | 3            | Goud in Nederland                      |
| Bagagedrager (met Gers Pardoel)                       | 30 januari 2012  | Deze wereld is van jou (van Gers Pardoel)                | 2          | 24         | 26          | 5           | 2            | 37           | Platina in Nederland en goud in België |
| Mother's day (met The Flexican)                       | 18 juli 2014     | —                                                        | tip63      | —          | tip2        | —           | —            | —            |                                        |
| Toch houdt ze van mij                                 | 6 november 2015  | In kleur                                                 | —          | —          | tip1        | —           | —            | —            | 3FM Megahit                            |
| Hoogtevrees                                           | 29 april 2016    | Meer kleuren                                             | tip        | —          | —           | —           | —            | —            |                                        |
| Alles went (met Aafke Romeijn)                        | 22 juli 2016     | Anders nog iets? (van Aafke Romeijn)                     | tip31      | —          | —           | —           | —            | —            |                                        |

#### Verzamelalbums
| Jaar | Track | Vorm    | Naam                                                            | Artiest                        |
| ---- | --- | ------- | --------------------------------------------------------------- | ------------------------------ |
| 2005 | Leila met RFX | Album   | KINGS                                                           | Top Notch                      |
| 2008 | Stuk met Dio, The Partysquad & Sjaak | Mixtape | Damn!22                                                         | Damn!                          |
| 2008 | Ey ey ey The Opposites en Mc Marboo Mojito met Sjaak & Big2 Boom base met Big2 en Mc Marboo 100% vooraan met The Opposites, Sjaak, Dio en P. Fabergé                                     | Mixtape | Op volle Toeren                                                 | Dio The Opposites Flinke Namen |
| 2009 | Tijdmachine met Dio Licht Van de laser met The Partysquad, Dio & Sjaak Aye met Dio Ski leraar Bruin met Spacekees & P. Fabergé Iemand anders met DJ Promo Broodje Bakpao met Big2 & Gers | Mixtape | Extravaganza I Extravaganza II Extravaganza III Extravaganza IV | Top Notch                      |
| 2009 | Rapper zijn?! met MC Fit | Mixtape | Ondergronds koninkrijk                                          | Bijlmer Style                  |

## Trivia
- In de winter van 2013/2014 deed Sef mee aan De Slimste Mens, waar hij als 4e eindigde.
- In oktober 2016 werd Sef vader van zijn eerste kind.
- In 2016 en 2017 werd zijn nummer "De Leven" gebruikt in een commercial van AnderZorg.
- Hij was jurylid van de 9e editie van de Turing Gedichtenwedstrijd in 2018.
- Hij heeft een podcast samen met Faberyayo genaamd 'Yous en Yay: New Emotions'.